# Purga política
Una purga política, en l'ús de les ciències socials, és la remoció de persones considerades perilloses o indesitjables per part dels líders d'un govern o una altra organització política o religiosa.
El terme purga (que significa neteja) prové de la pràctica mèdica per la qual per mitjà d'una preparació, es lliura al cos de substàncies nocives; va ser introduït en el llenguatge polític a partir del segle XVII durant la Segona Guerra Civil anglesa.
Les purgues poden ser un mera separació del càrrec sense ulteriors conseqüències, o més comunament l'exoneració seguida per la inhabilitació per a exercir altres càrrecs, la presó, l'exili o fins i tot la pena de mort amb o sense judici.

## Purgues al llarg de la història
Existeixen exemples de purgues a la Grècia clàssica i l'antiga Roma, les anomenades proscripcions, encara que el terme (en anglès purge) va aparèixer per primera vegada en 1648 durant la Guerra civil anglesa. Durant la Revolució francesa, cada facció revolucionària va purgar als partidaris de les altres. Una de les primeres purgues de l'edat contemporània va ser la que coneix com el Terror de Robespierre, que va acabar amb el propi Robespierre com a víctima de les purgues. Després de la caiguda de Napoleó, tots aquells associats a l'activitat revolucionària van ser purgats. Al segle xx, s'han donat casos de purgues en règims com l'stalinisme, el feixisme i el nazisme, en sistemes dictatorials i en democràcies liberals com França i els Estats Units.
Entre les principals purgues al llarg del segle XX es poden esmentar:
- La Gran Purga en la Unió Soviètica impulsada per Stalin en els anys 1930, seguida pels Judicis de Moscou.
- La nit dels ganivets llargs a l'Alemanya nazi, en 1934.[4]
- La purga de funcionaris i educadors en el marc de la repressió franquista després de la Guerra Civil Espanyola entre 1939 i 1945.[5]
- L'exoneració i posterior persecució duta a terme pel règim de Vichy, a França. Fou realitzada durant la Segona Guerra Mundial contra oponents polítics i jueus.[6]
- La purga, també a França, després de l'Alliberament entre 1945 i 1949 contra els col·laboracionistes, coneguda com Épuration légale.[7]
- La purga duta a terme a Europa de l'Est entre 1945 i 1965 contra els anticomunistes, a vegades anomenada «Terror Roig».[8]
- El maccarthisme o persecució a comunistes o simpatitzants als Estats Units entre 1950 i 1955.[9]
- La Revolució Cultural xinesa a partir de 1966 i que va dur a terme purgues en l'administració i el Partit fins a 1976.[10]
- La Massacre d'Indonèsia de 1965, genocidi que va començar amb una purga dels funcionaris del govern de Sukarno.[11]

## En el segle XXI
Les purgues rares vegades han ocorregut durant el segle XXI. No obstant això, després del fallit intent de cop d'Estat turc en 2016, el govern de Turquia va començar una purga contra membres del seu propi servei civil i les Forces Armades turques. La purga es va centrar principalment en els servidors públics i els soldats suposadament formen part del moviment Gülen, el grup que el govern va culpar pel cop. Com a part de la purga, uns 50.000 funcionaris, entre ells milers de jutges, van ser acomiadats i detinguts.